# Formidable (1795)
O Formidable foi um navio de linha pertencente à Marinha francesa, da classe Tonnant, com 80 canhões (segunda categoria). Foi lançado ao mar na cidade de Toulon, em 1795. Batizado originalmente "Figuires", recebeu o nome definitivo algum tempo depois, no mesmo ano.
O Formidable tomou parte nas batalhas de Algeciras, Cabo Finisterra e Trafalgar, entre outras. Foi capturado pela Marinha britânica na Batalha do Cabo Ortegal e incorporado a seu serviço, rebatizado de "HMS Brave". O navio foi desmontado em 1816.

## Serviço francês
Em 6 de julho de 1801, o Formidable tomou parte da Batalha de Algeciras. Era então comandado pelo Capitão Landais Lalonde, morto em ação naquela batalha. Sucedeu-o no comando o Capitão de Fragata Amable Troude, até então imediato do Dessaix.
Em 13 de julho de 1801, navegando isolado do restante da frota francesa, o Formidable foi perseguido pela fragata HMS Thames e pelos navios de linha HMS Venerable (74), HMS Cesar (80) e HMS Superb (74). Alcançado pelo Venerable, logo infligiu-lhes graves danos, deixando-o desmastrado e sob risco de afundar. Com o restante do esquadrão britânico dedicado ao socorro do Venerable, o Formidable fugiu até Cádiz, onde foi aclamado pela população local. O Capitão Troude foi promovido a Capitaine de Vaisseau (posto equivalente ao de Capitão-de-Mar-e-Guerra) e aclamado por Napoleão Bonaparte como o Horatio Nelson francês.
Nos anos de 1802 e 1803, o navio esteve destacado em Toulon, sob o comando do Almirante Latouche Tréville.
Singrou novamente os mares a 17 de janeiro de 1805, numa frota comandada pelo Almirante Villeneuve, composta por outros dez navios de linha e oito fragatas. A 20 de janeiro, a frota tomou o rumo da Martinica, onde chegou a 13 de maio, tendo capturado Diamond Rock aos britânicos. No entanto, Villeneuve acabou por regressar à Europa sem tomar conhecimento da chegada de Nelson às Índias Ocidentais.
A 22 de junho de 1805, no regresso à Europa, a frota foi interceptada por uma frota britânica sob o comando de Robert Calder. Seguiu-se a Batalha do Cabo Finisterra, na qual foram capturados dois navios espanhóis. Desvencilhando-se dos britânicos, graças a um espesso nevoeiro, a frota franco-espanhola ancorou em Cádiz para repouso e reequipagem. Questionado em suas funções, e sob pressão para obter uma vitória decisiva frente aos britânicos, Villeneuve afinal deixou Cádiz e encontrou a frota britânica perto do Cabo Trafalgar.
O Formidable era então a nau-capitânia da vanguarda da frota, sob o comando do Contra-Almirante Pierre Dumanoir le Pelley. Também integravam a referida vanguarda as embarcações Scipion, Duguay-Trouin, Mont-Blanc, Intrépide e Neptune. A vanguarda foi mantida como reserva, juntando-se afinal à batalha por volta das 16h. Não teve ocasião, no entanto, senão de aproximar-se e disparar poucos tiros.
A 4 de novembro de 1805, deu-se a Batalha do Cabo Ortegal. Na oportunidade, o Almirante Sir Richard Strachan, à frente dos navios Cesar, Hero, Courageux, Namur e mais quatro fragatas, derrotou e capturou o restante da frota francesa. Capturado, o Formidable foi comissionado pela Marinha Real Britânica sob o nome de HMS Brave.

## Destino
Após a incorporação à Marinha Real Britânica, o HMS Brave esteve em ação até ser desmobilizado e desmontado em 1816.